# La Joya
La Joya é uma cidade localizada no estado norte-americano do Texas, no Condado de Hidalgo.

## Demografia
Segundo o censo norte-americano de 2000, a sua população era de 3303 habitantes.
Em 2006, foi estimada uma população de 4625, um aumento de 1322 (40.0%).

## Geografia
De acordo com o United States Census Bureau tem uma área de
7,5 km², dos quais 7,2 km² cobertos por terra e 0,3 km² cobertos por água. La Joya localiza-se a aproximadamente 46 m acima do nível do mar.

## Localidades na vizinhança
O diagrama seguinte representa as localidades num raio de 12 km ao redor de La Joya.